# Даньшино (Пензенская область)
Даньшино — село в Белинском районе Пензенской области России. Входит в состав Козловского сельсовета.

## География
Расположено в 4 км к востоку от села Козловка, на правом берегу реки Чембар.

## Население
| 1744 | 1864 | 1877 | 1897 | 1911  | 1926  | 1930  |
| ---- | ---- | ---- | ---- | ----- | ----- | ----- |
| 420  | ↗752 | ↗827 | ↗969 | ↗1241 | ↗1353 | ↗1396 |
| 1939 | 1959 | 1979 | 1989 | 1996  | 2002  | 2010  |
| ↘620 | ↘592 | ↘372 | ↘235 | ↗240  | ↘199  | ↘110  |
| 2020 |      |      |      |       |       |       |
| ↘75  |      |      |      |       |       |       |

Село является местом компактного расселения мордвы, которая составляет 73 % населения села.

## История
Основано в начале 18 в. ясачной мордвой Инсарского уезда. В 1869 г. построена церковь во имя Николая Чудотворца. Входила в состав Мачинской волости Чембарского уезда. После революции в составе Пяркинского сельсовета Поимского района, после 1950-х Карсаевского сельсовета. Колхоз имени Маленкова.